# Ritchie Calder
Peter Ritchie Ritchie-Calder, baron Ritchie-Calder (né Calder ; 1er juillet 1906 - 31 janvier 1982), est un écrivain, journaliste et universitaire socialiste écossais.

## Jeunesse
Peter Ritchie Calder est né le 1er juillet 1906 à Forfar, en Écosse, le plus jeune des quatre enfants de David Lindsay Calder, un linier, et de Georgina Ritchie, la fille d'un maître maçon. Il fait ses études à l'Académie Forfar, quittant l'école à l'âge de 16 ans.

## Carrière
Calder travaille d'abord comme journaliste à Dundee et à Glasgow, où il se fait remarquer en tant que socialiste et militant pour la paix. Il est aussi rédacteur scientifique du News Chronicle et écrit sous le nom de « Ritchie Calder ».
Après avoir déménagé à Londres avant la Seconde Guerre mondiale, il accepte un poste de directeur des plans et des campagnes à la branche exécutive de la guerre politique du gouvernement, qui est responsable de l'effort de propagande de guerre allié. Il écrit des affiches de propagande et des tracts et des discours pour les dirigeants alliés. Il est membre du Comité de 1941, un groupe de personnalités politiques libérales, d'écrivains et d'autres personnes influentes au Royaume-Uni. En 1941, il devient populaire avec son livre Carry on London, qui décrit les effets du bombardement allemand de Londres, Coventry et d'autres villes de Grande-Bretagne.
Après la guerre, Calder retourne à ses anciennes activités d'écrivain et se spécialise dans l'internationalisme, le mouvement pacifiste et dans la compréhension publique de la science. Il travaille également avec les Nations Unies et est président du Conseil national pour la paix et de la Campagne pour le désarmement nucléaire. Il travaille aussi pour le journal News Chronicle en tant que rédacteur scientifique.
L'annonce originale de Lawrence Bragg concernant la découverte de la structure de l'ADN est faite lors d'une conférence Solvay sur les protéines en Belgique le 8 avril 1953, mais n'est pas rapportée par la presse britannique. Il donne ensuite une conférence à la Guy's Hospital Medical School de Londres le jeudi 14 mai 1953, qui aboutit à un article de Ritchie Calder dans le News Chronicle du vendredi 15 mai 1953, intitulé "Why You Are You. Nearer Secret of Life".
Calder est un ardent militant pacifiste et humaniste. En 1955, il enregistre et sort un album sur Folkways Records intitulé Science in Our Lives. En 1980, il est l'un des signataires de " A Secular Humanist Declaration ", une déclaration de croyance en un humanisme laïc démocratique, émise par le Council for Democratic and Secular Humanism ("CODESH"), aujourd'hui Council for Secular Humanism ("CSH"). Il est également l'un des signataires du Manifeste Humaniste. Il enseigne les relations internationales à l'Université d'Édimbourg de 1961 à 1967 et reçoit le prix Kalinga de 1960 pour la vulgarisation des sciences.
Alors qu'il est employé au ministère des Affaires étrangères, Calder est nommé Commandeur de l'Ordre de l'Empire britannique (CBE) lors des honneurs du Nouvel An de 1945.
Il reçoit une pairie à vie dans les honneurs d'anniversaire de 1966. Avec un changement de son nom de famille en Ritchie-Calder, il est créé baron Ritchie-Calder, de Balmashanner dans le Royal Burgh de Forfar le 5 juillet 1966.

## Vie privée
Lord Ritchie-Calder et sa femme Mabel Jane Forbes McKail ont cinq enfants : l'écrivain scientifique Nigel Calder (1931-2014) ; l'écrivain et historien Angus Calder (1942-2008) ; le mathématicien Allan Calder ; l'éducatrice Isla Calder (1946-2000) et l'enseignante Fiona Rudd (née Calder). Il est également le grand-père de l'écrivain de voyage Simon Calder (en) et de l'acteur, écrivain et comédien Gowan Calder.
Calder est décédé le 31 janvier 1982 à Édimbourg, en Écosse.

## Sources
- Trevor I. Williams, 'Calder, Peter Ritchie, Baron Ritchie-Calder (1906–1982)', rév. Dictionnaire de biographie nationale d'Oxford, Oxford University Press, 2004; edn en ligne, janvier 2012 consulté le 17 juillet 2013
- Auteur et Bookinfo. Com